# اسامر (كاف الغار)
اسامر هي إحدى مشيخات المملكة المغربية، تتبع جغرافيا لإقليم تازة وإداريًا لكاف الغار. يقدر عدد سكانها بـ 3050 نسمة حسب الإحصاء الرسمي للسكان والسكنى لسنة 2004.